# Länsväg U 751

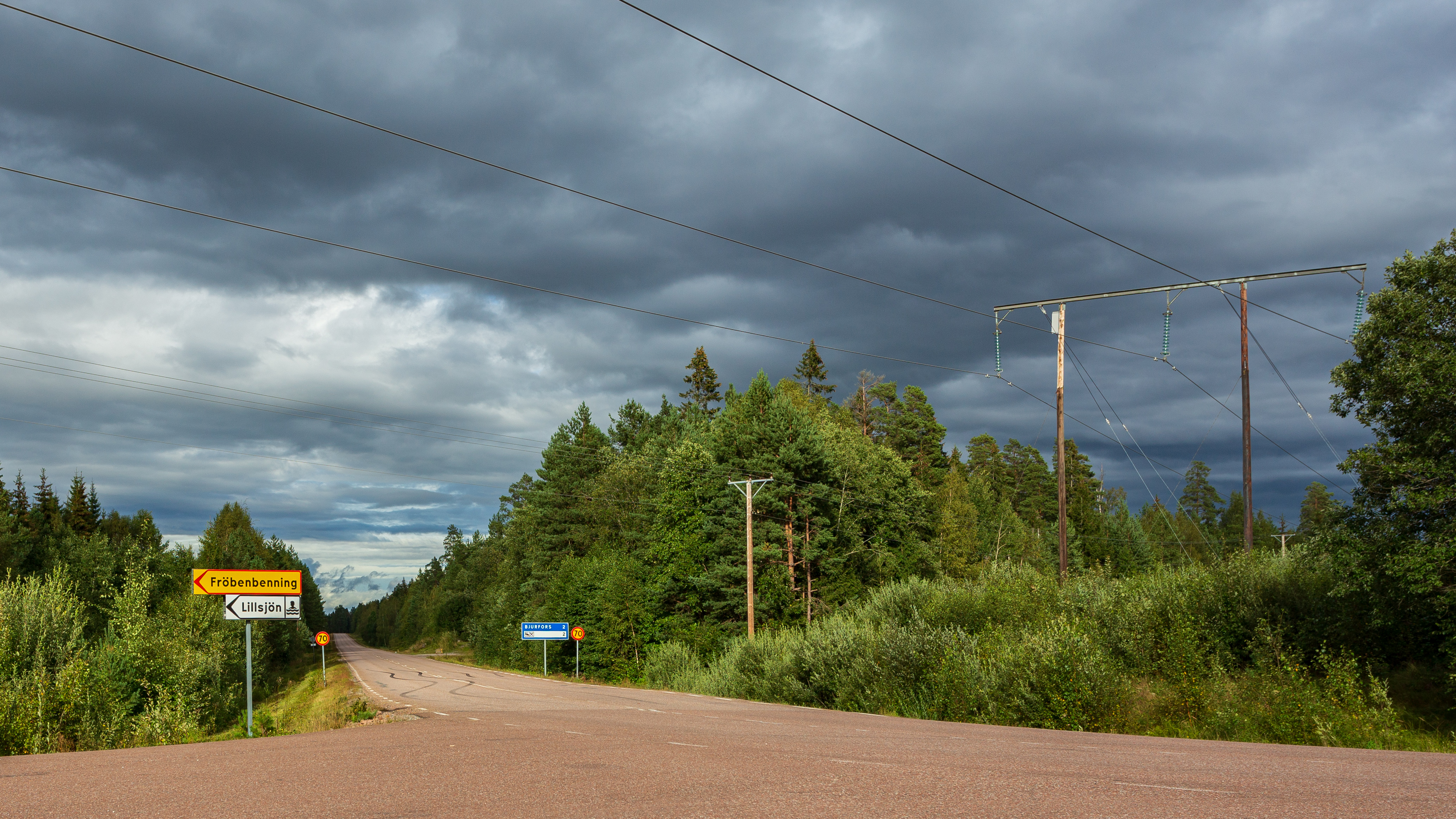
Länsväg U 751 vid vändplanen i Vassbo, nära riksväg 68.

Länsväg U 751 är en övrig länsväg i Norbergs kommun i Västmanlands län. Vägen är 2,7 km lång och går från Riksväg 68 vid Vassbo till Dalarnas läns gräns vid Bjurfors, där den byter namn till länsväg W 729.
Hastighetsgränsen är till större delen 70 kilometer per timme förutom en kortare sträcka genom Bjurfors där den är 50.
Vägen ansluter till:
- Riksväg 68 (vid Vassbo)
- Länsväg W 729 (vid Dalarnas läns gräns, nära Bjurfors)